# Maximilian Treiter
Maximilian Treiter (* 26. April 2005) ist ein deutscher Volleyball- und Beachvolleyballspieler.

## Karriere

### Halle
Treiter begann seine Karriere beim Berliner TSC, wo er in Jugendmannschaften ausgebildet wurde. 2021 wechselte er zum VCO Berlin in die 2. Bundesliga Nord, der seit 2024 mit Sonderspielrecht in der 1. Bundesliga spielt. Ab der Saison 2025/26 spielt Treiter beim deutschen Rekordmeister BR Volleys.
Er ist Teil des Nachwuchskaders 1 der deutschen Nationalmannschaft. 2025 wurde er für die Volleyball Nations League erstmalig für die A-Nationalmannschaft nominiert.

### Beach
Treiter wurde mit seinem Partner Tamo Wüst bisher zweimal deutscher Meister im Beachvolleyball: 2022 in der U19 sowie 2023 in der U20.